# Khirkiya
Khirkiya is een nagar panchayat (plaats) in het district Harda van de Indiase staat Madhya Pradesh. 

## Demografie
Volgens de Indiase volkstelling van 2001 wonen er 17.483 mensen in Khirkiya, waarvan 53% mannelijk en 47% vrouwelijk is. De plaats heeft een alfabetiseringsgraad van 68%. 